# 34044 Obafial
34044 Obafial este o planetă minoră (asteroid) din centura de asteroizi. A fost descoperită pe 30 iulie 2000 la Experimental Test Site⁠(d) de Lincoln Near-Earth Asteroid Research. 
Obiectul prezintă o orbită caracterizată de o semiaxă mare de 2,2775131 UAi, o excentricitate de 0,07, o înclinație de 5,13465 ° în raport cu ecliptica.